# Sun Jin
Sun Jin (chinesisch 孫晉, * 13. März 1980) ist eine chinesische Tischtennisspielerin aus Hongkong. Sie gehörte um das Jahr 2000 zu den besten Spielerinnen der Welt und gewann bei den Olympischen Spielen 2000 eine Silbermedaille im Doppel.

## Werdegang
Von 1999 bis 2001 wurde Sun Jin dreimal für Weltmeisterschaften nominiert. Dabei gewann sie mit Yang Ying 1999 Silber im Doppel und mit Feng Zhe Silber im Mixed. 2000 und 2001 gehörte sie zum chinesischen Weltmeisterschaftsteam. Mit Yang Ying erreichte sie 2001 erneut das Doppelendspiel, im Mixed mit Liu Guoliang kam sie bis ins Halbfinale.
Bei den Olympischen Sommerspielen 2000 erkämpfte sie im Doppel mit Yang Ying die Silbermedaille. Im gleichen Jahr gewann das Paar im Finale der ITTF-Pro-Tour-Serie den Doppelwettbewerb.

## Bundesliga
In der Saison 2007/08 spielte Sun Jin in der deutschen Bundesliga beim TV Busenbach, danach beendete sie ihre Karriere.

## Turnierergebnisse
| Verband | Veranstaltung           | Jahr | Ort             | Land | Einzel        | Doppel        | Mixed         | Team |
| ------- | ----------------------- | ---- | --------------- | ---- | ------------- | ------------- | ------------- | ---- |
| CHN     | Asienmeisterschaft ATTU | 2000 | Doha            | QAT  | letzte 16     | Halbfinale    | Viertelfinale | 1    |
| CHN     | Asienmeisterschaft ATTU | 1998 | Osaka           | JPN  | Viertelfinale | Viertelfinale |               | 1    |
| CHN     | Olympische Spiele       | 2000 | Sydney          | AUS  | letzte 32     | Silber        |               |      |
| HKG     | Pro Tour                | 2010 | Suzhou          | CHN  | letzte 64     |               |               |      |
| HKG     | Pro Tour                | 2009 | Su Zhou         | CHN  | letzte 32     | letzte 16     |               |      |
| HKG     | Pro Tour                | 2008 | Daejeon         | KOR  |               | Halbfinale    |               |      |
| HKG     | Pro Tour                | 2008 | Daejeon         | KOR  | letzte 64     | Halbfinale    |               |      |
| CHN     | Pro Tour                | 2000 | Farum           | DEN  | Gold          | Gold          |               |      |
| CHN     | Pro Tour                | 2000 | Rio de Janeiro  | BRA  | letzte 16     | letzte 16     |               |      |
| CHN     | Pro Tour                | 2000 | Fort Lauderdale | USA  | Silber        | Silber        |               |      |
| CHN     | Pro Tour                | 2000 | Kobe City       | JPN  | Viertelfinale | Gold          |               |      |
| CHN     | Pro Tour                | 2000 | Chang Chun City | CHN  | Halbfinale    | Gold          |               |      |
| CHN     | Pro Tour                | 1999 | Karlskrona      | SWE  | Gold          | Gold          |               |      |
| CHN     | Pro Tour                | 1999 | Lievin          | FRA  | Halbfinale    | Halbfinale    |               |      |
| CHN     | Pro Tour                | 1999 | Kobe City       | JPN  | Halbfinale    | Gold          |               |      |
| CHN     | Pro Tour                | 1999 | Guilin          | CHN  | Viertelfinale | Viertelfinale |               |      |
| CHN     | Pro Tour                | 1999 | Melbourne       | AUS  | Silber        | Halbfinale    |               |      |
| CHN     | Pro Tour                | 1998 | Sundsvall       | SWE  | Silber        | Gold          |               |      |
| CHN     | Pro Tour                | 1998 | Belgrad         | YUG  | Silber        | Gold          |               |      |
| CHN     | Pro Tour                | 1998 | Courmayeur      | ITA  | letzte 32     | Halbfinale    |               |      |
| CHN     | Pro Tour                | 1998 | Beirut          | LIB  | Halbfinale    | Silber        |               |      |
| CHN     | Pro Tour                | 1998 | Ji' Nan City    | CHN  | Silber        | Halbfinale    |               |      |
| CHN     | Pro Tour                | 1998 | Wakayama        | JPN  | Halbfinale    | Halbfinale    |               |      |
| CHN     | Pro Tour                | 1997 | Lyon            | FRA  | Silber        | Viertelfinale |               |      |
| CHN     | Pro Tour                | 1997 | Kalmar          | SWE  | letzte 32     | Viertelfinale |               |      |
| CHN     | Pro Tour                | 1997 | Linz            | AUT  | Halbfinale    |               |               |      |
| CHN     | Pro Tour                | 1997 | Belgrad         | YUG  | letzte 16     | letzte 16     |               |      |
| CHN     | Pro Tour                | 1997 | Chiba           | JPN  | Silber        | letzte 16     |               |      |
| CHN     | Pro Tour Grand Finals   | 2000 | Kobe City       | JPN  | Viertelfinale | Gold          |               |      |
| CHN     | Pro Tour Grand Finals   | 1999 | Sydney          | AUS  | Halbfinale    | Silber        |               |      |
| CHN     | Pro Tour Grand Finals   | 1998 | Paris           | FRA  | Halbfinale    | Viertelfinale |               |      |
| CHN     | Pro Tour Grand Finals   | 1997 | Hong Kong       | HKG  | Viertelfinale |               |               |      |
| CHN     | Weltmeisterschaft       | 2001 | Osaka           | JPN  | keine Teiln.  | Silber        | Halbfinale    | 1    |
| CHN     | Weltmeisterschaft       | 2000 | Kuala Lumpur    | MAS  |               |               |               | 1    |
| CHN     | Weltmeisterschaft       | 1999 | Eindhoven       | NED  | Viertelfinale | Silber        | Silber        |      |
| CHN     | World Cup               | 2000 | Phnom Penh      | CAM  | 3             |               |               |      |